# Amblycercus
Amblycercus là một chi chim trong họ Icteridae.